# 旧岩崎家宅邸庭园
旧岩崎家宅邸庭园（日语：／ Kyū-Iwasaki-tei teien */?），指位于日本东京都台东区池之端一丁目的东京都立公园。原为三菱财阀岩崎家族私宅，内有西洋风格建筑与日式庭园，园内的历史建筑物已被指定为日本重要文化财。
庭园位于不忍池西南侧，台东区池之端一丁目（旧下谷区茅町），与文京区汤岛邻近。目前作为“旧岩崎邸庭园”对外开放的面积仅为岩崎家族原有私宅占地的一部分。这一富豪家族的原有土地还包括西侧的汤岛合同厅馆、南侧的汤岛四邮局以及切通公园一带。主要设施有洋楼、台球室、和馆、庭园、零售店等。2001年辟为都立公园，种植有樱花、银杏、红叶树、厚皮香、棕榈树、喜马拉雅雪松等。

## 历史
庭园所在土地，原为江户时代越后高田藩榊原家族（现为新潟县上越市高田）所有，后在明治初期归牧野弼成（原舞鹤藩主）宅邸。1878年（明治11年）三菱财阀创始人岩崎弥太郎从牧野手中购入该块土地。现存的洋楼、大广间（原为日式建筑的一部分）等，是岩崎家族第三代的岩崎久弥委托设计建造的，并于1896年（明治29年）竣工。1923年（大正12年）东京发生关东大地震时，该处曾当做当地居民的避难场所。
- 1945年（昭和20年）：联合国军最高司令官总司令部接收岩崎家宅邸，用作间谍机关“坎农机关”总部。岩崎家族后人居住于和馆内。
- 1947年（昭和22年）：根据日本财产税法，宅邸及庭园整体国有化。
- 1948年（昭和23年）：岩崎久弥一家迁居至千葉縣富里市末广农场的旧岩崎家末广别墅。
- 1951年（昭和26年）：美国坎农机关绑架左翼作家鹿地亘，监禁于此。(鹿地事件)[1]
- 1953年（昭和28年）：GHQ将庭园整体归还给日本政府。
- 1961年（昭和36年）：洋楼及撞球室指定为重要文化财。
- 1969年（昭和44年）：和馆内最大的和室被指定为重要文化财。为建造司法研修所大楼，拆除大部分和馆建筑。因汤岛high town和池之端文化中心等的建设需要，庭园占地面积缩小为原来的三分之一。
- 1994年（平成6年）：随着司法研修所的搬离，移交给文化厅。
- 2001年（平成13年）：移交给东京都，作为东京都立公园开放。
- 2003年（平成15年）：完成洋楼内部整修（金唐革紙等的复原,後藤仁），全年对外开放。

## 旧岩崎家宅邸

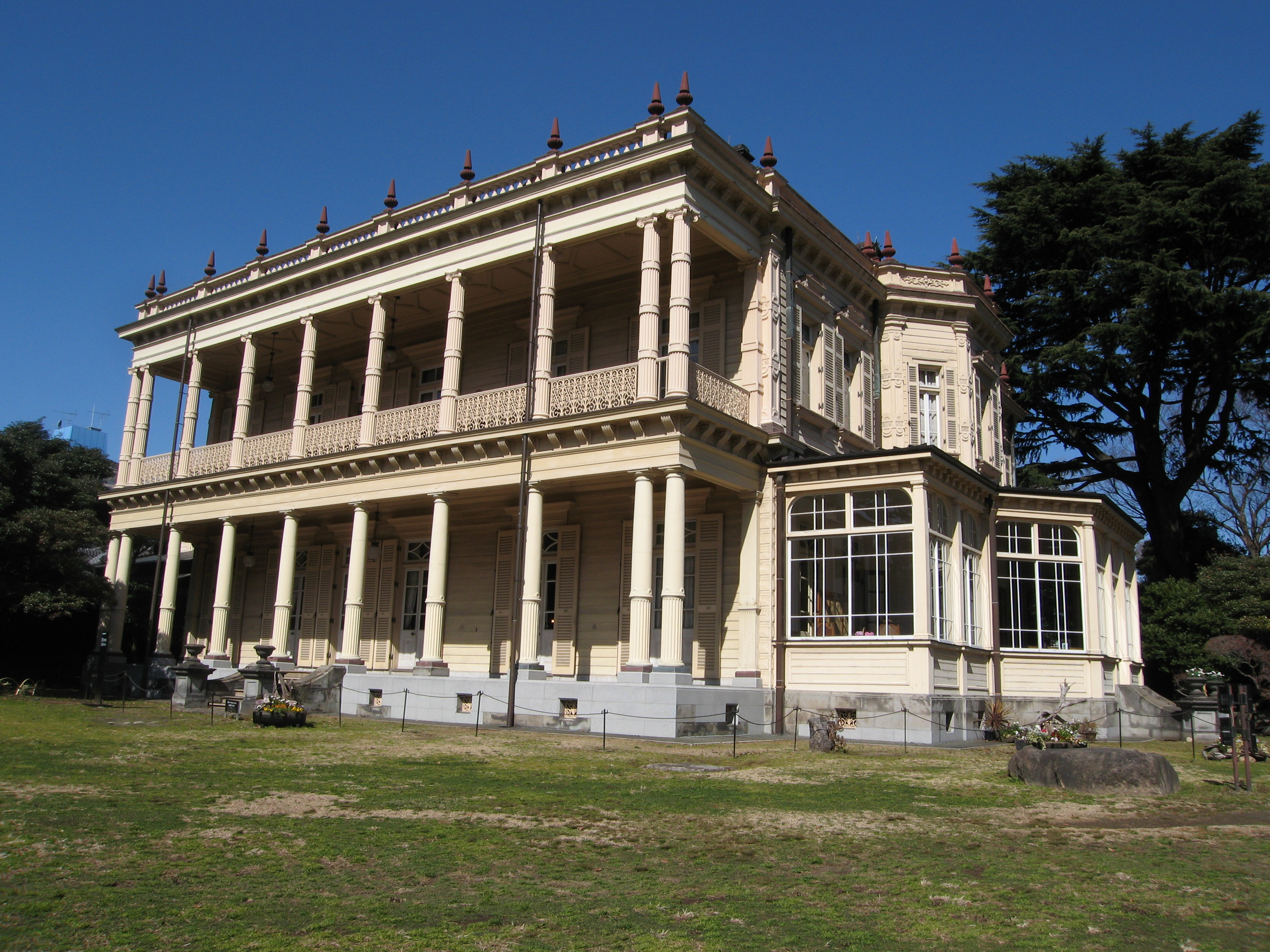
旧岩崎宅邸洋楼（南侧）

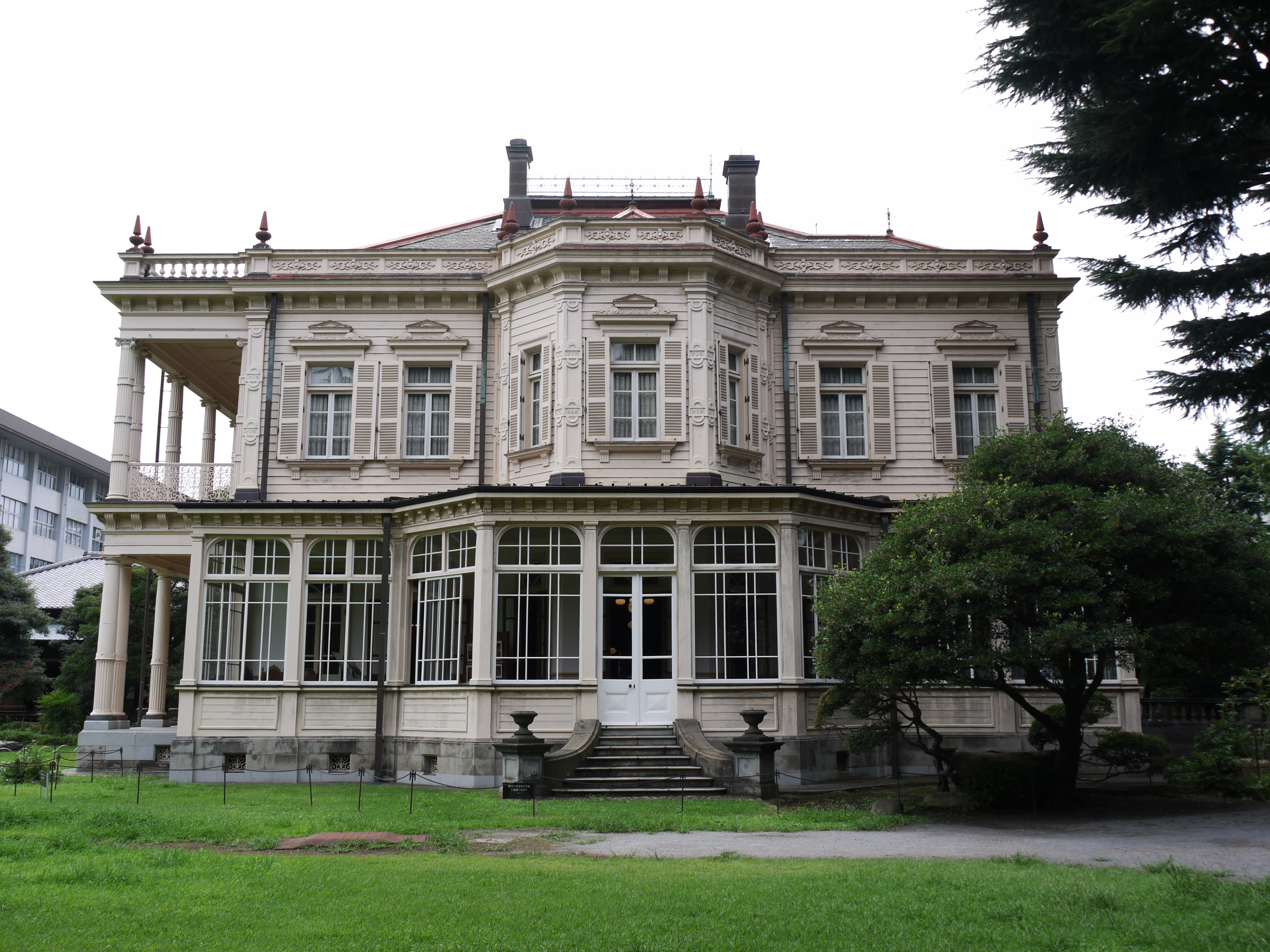
洋楼（东侧）

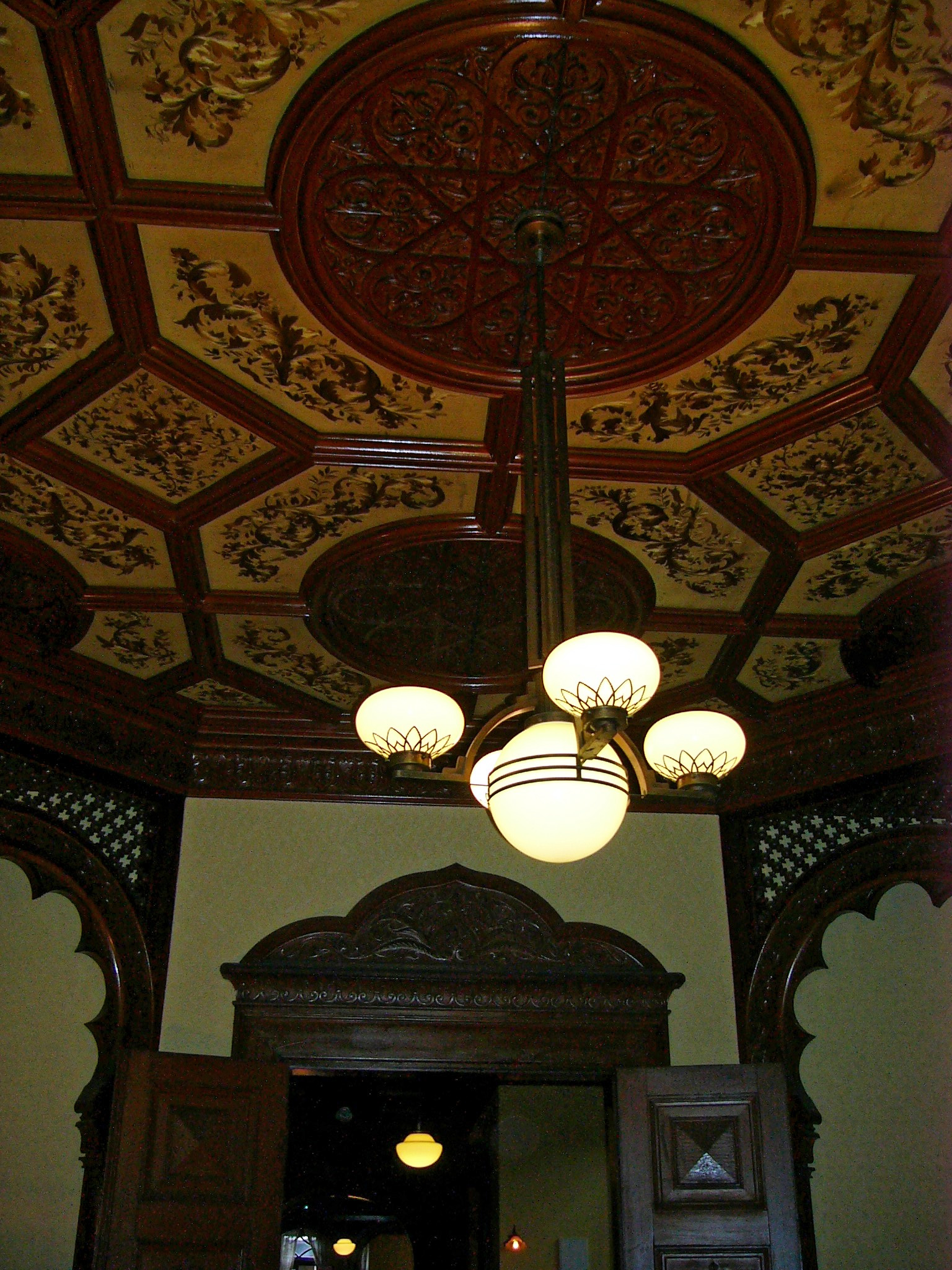
洋楼1层女客厅 天花板为银色的波斯刺绣，其下为伊斯兰风格门廊

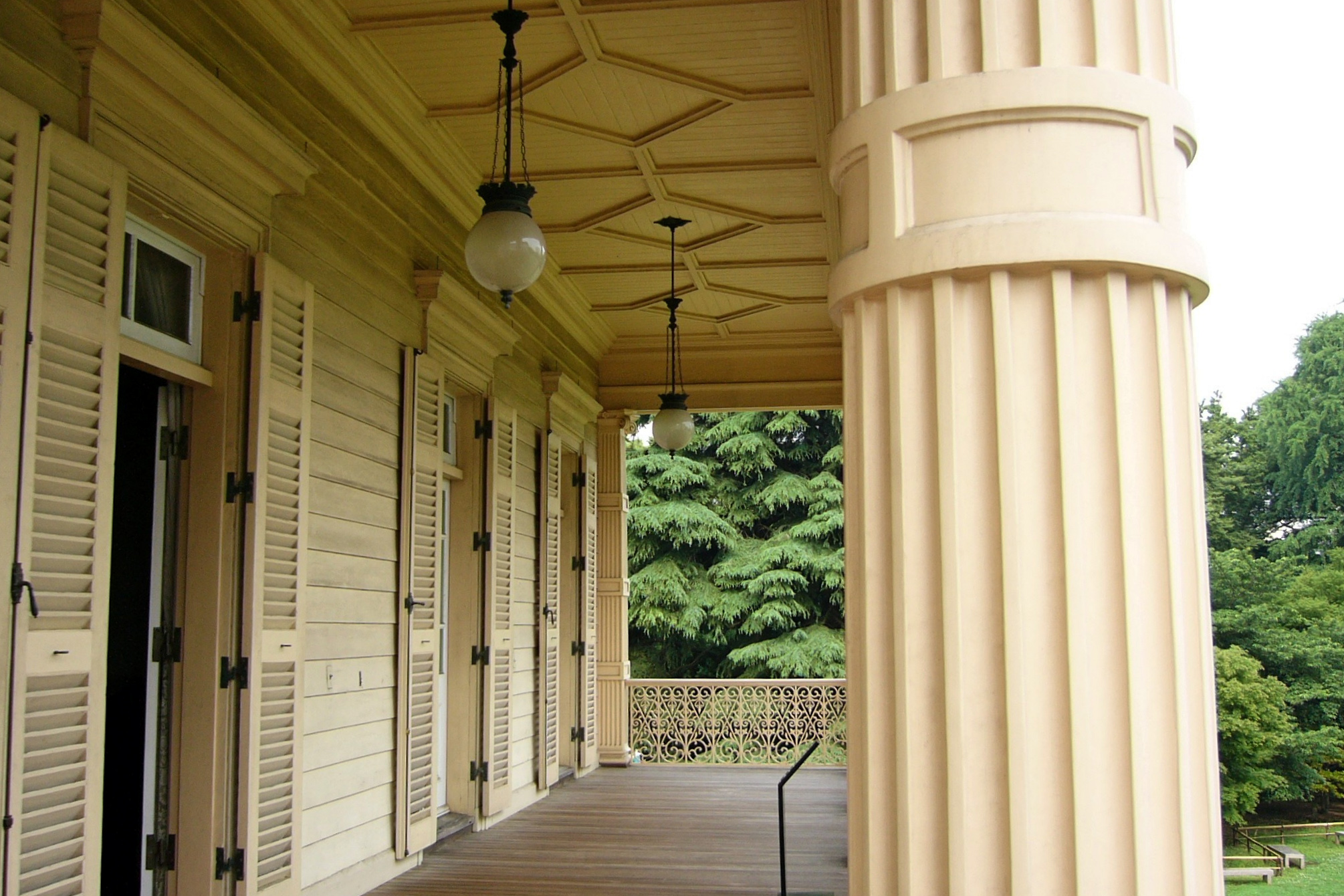
洋楼2层露台

### 文化财指定
洋楼、和室、撞球室等3栋建筑以及所占土地被指定为国家重要文化财。此外，洋楼北面袖壁、红砖围墙、1张实测图纸等作为重要文化财之附属物。其中洋楼与撞球室在1961年被指定，1969年大广间与洋楼北面袖壁被指定，1999年宅地、红砖围墙、实测图纸等被追加指定。
虽然上述土地建筑归国家（文部科学省）所有，但由东京都政府代行管理职能。

### 洋楼
1896年（明治29年）竣工的洋楼是岩崎家招待宾客的欧式建筑。建筑采用2层木结构，板岩屋顶，外壁为横条木板壁。设计师为乔赛亚·康德，他作为御雇外国人来日，为日本培养了多名著名建筑师，被称为“日本现代建筑之父”。
洋楼正面朝北，玄关处为平面四方的塔屋。大楼南面的一层与二层的大露台上设有立柱。与康德晚年的作品相比，这栋楼的装饰性较强，内外装饰及整体风格均为英国17世纪的詹姆士一世时期风格（Jacobean），而南面露台则充分表现了康德最擅长的殖民地风格。另一方面，客厅的吊顶装饰、地板铺砖及壁炉等细节又夹杂了伊斯兰风格的设计。另外，岩崎久弥曾经留学过的宾夕法尼亚州的乡村别墅也对建筑的风格产生了影响。此外，东侧的阳光房为1910年前后添建。洋楼内部以楼梯大厅为中心，一层是岩崎久弥的书房、客厅及大餐厅，二层为对内的客厅及会议室等。建成之初，许多房间及走廊的墙面上都贴有精美的金唐革纸，但后已不存。在平成年间的修复过程中，2层的2个房间中复原了金唐革纸的原貌。
- 设计 – 乔赛亚·康德
- 竣工 - 1896年（明治29年）
- 结构 – 木结构2层、红砖地下室、玄关处塔楼、板岩屋顶
- 建筑面积 - 531.5m2

此外，静嘉堂文庫收藏了1915年（大正4年）康德绘制的洋楼改建设计图。当时计划改为钢筋混凝土3层、占地348坪的大楼，并且一改日欧混用的建筑风格，将岩崎家族的居住用房也迁入洋楼内，但这一改建计划最终并未实现。

### 和馆
与洋楼在同一时期竣工的和馆是一座书院造风格的单层日式建筑。在明治时期的大家族宅邸中，往往都流行同时兴建洋楼与和馆。居住在内的豪族通常以和馆为平常生活空间，并在洋楼接待宾客或办公。岩崎宅邸也同样采取了这种东西兼容的模式。洋楼与和馆之间有连接的过道走廊，体现了当时日本人和洋混搭的时代风貌。根据村松貞次郎的观点，岩崎家和馆的建筑价值比洋楼更高，但可惜在拆除时并未意识到。
该楼设计师据传为大河喜十郎。楼内使用了许多高大优质的木材。在楼内各处都可看到岩崎家的家徽——三菱标志。1969年（昭和44年），该楼大部分被拆毁，保留下来的“大广间”被指定为重要文化财。现存部分仅有大小不等的三间和室、茶室、过道走廊及厕所等。
- 设计 - 大河喜十郎（推定）
- 竣工 - 1896年（明治29年）
- 结构 – 木结构、桟瓦及铜板屋顶、茶室、厕所
- 建筑面积 - 319.6m2

### 撞球室

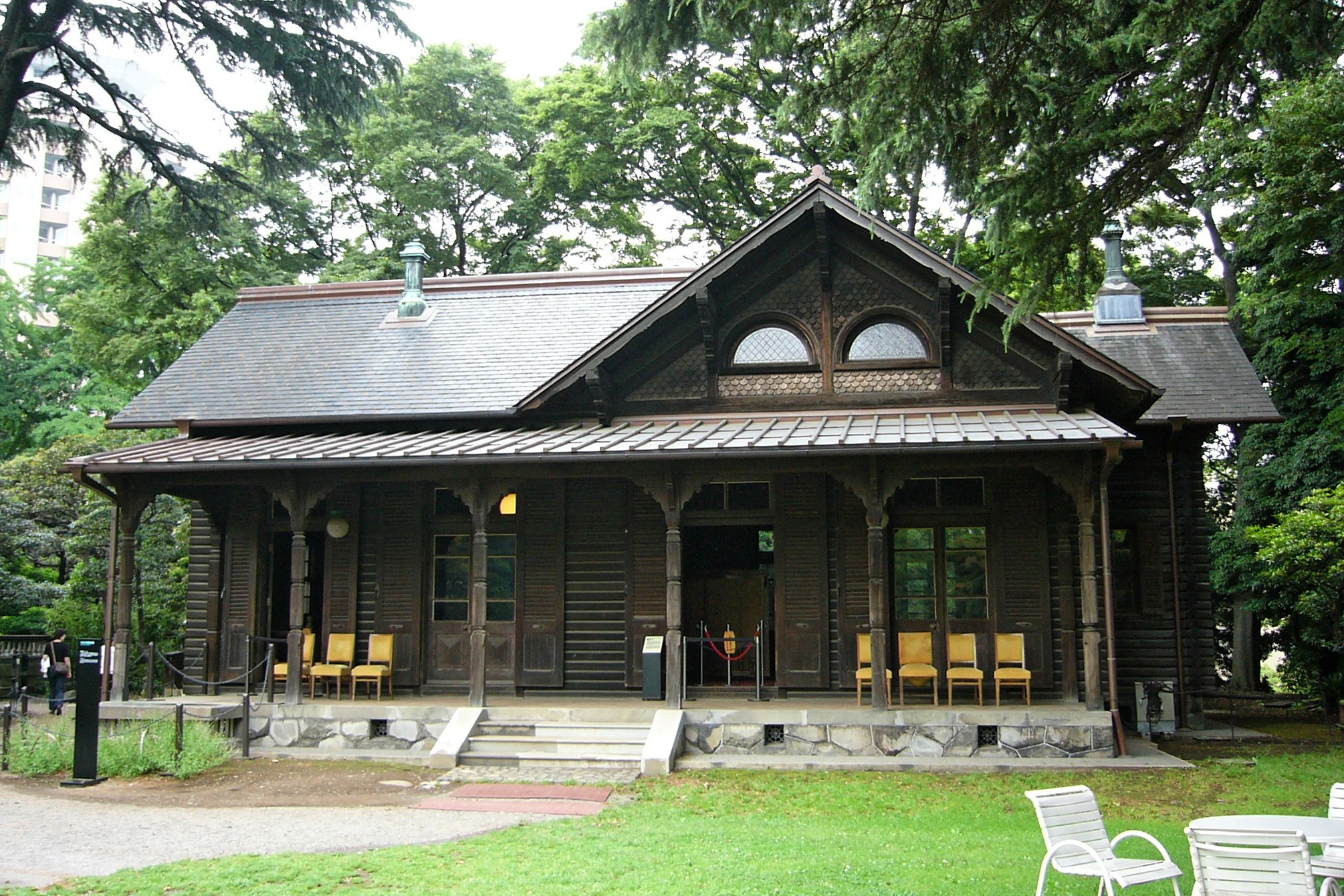
撞球室

哥特式木结构。外观为校仓造，兼有瑞士的山林建筑风格。同为乔赛亚康德设计。地下室与洋楼相通。内壁贴有明治时期的金唐革纸张。目前内部不对外开放。
- 設計 – 乔赛亚·康德
- 竣工 - 1896年（明治29年）
- 结构 – 木结构一层，板岩屋顶
- 建筑面积 - 138.0m2

## 庭园
庭园原来采用了古时大名庄园的型式，有大片水池，但后来建造洋楼和和馆时，将水池填埋，建成了大片的草地，并在上面放置了石灯笼、假山和装饰石等点缀。在宅邸国有化之后，庭园面积大为减少，目前只剩下石灯笼和石亭基础等少数遗留下来的内容。

## 交通
- 东京地下铁千代田线 汤岛站（C13出口） 步行3分钟
- 东京地下铁银座线 上野广小路站（G15出口） 步行10分钟
- 都营地下铁大江户线 上野御徒町站（E09出口） 步行10分钟
- JR山手线 御徒町站 步行15分钟

## 脚注
1. ↑   松本清張「日本的黑雾」新潮文库
2. ↑  根据文化财保护法第32条之2的规定，东京都被指定为重要文化财的管理团体。
3. ↑  上田尚（金唐紙研究所代表、国選定保存技術保持者）设计，有日本画家后藤仁等人实际制作。后藤仁『正伝　金唐革紙の製作について』2012年1月、金唐革紙保存会
4. ↑  国立科学博物馆産业技術史资料情報センター （页面存档备份，存于） 産业技術史资料データベース 资料番号102210261591 『岩崎家茅町（久弥邸）建替計画案』
5. ↑  藤森照信; 増田彰久. . 講談社.

## 关联条目
- 岩崎家族
- 殿谷户庭园 - 原岩崎家别邸，位於東京都國分寺市
- 清澄庭园 - 原关宿藩主久世家下屋敷跡。岩崎家深川别邸，位於東京都江東區清澄
- 六义园 - 原川越藩（后为甲府藩、大和郡山藩）主柳沢家下屋敷。岩崎家駒込别邸，位於東京都文京區本駒込
- 国際文化会馆 - 岩崎家鳥居坂别邸，東京都港區六本木鳥居坂
- 開东阁 - 原旧岩崎弥之助家高轮本邸・位於東京都港區高輪，現做為三菱集團的俱樂部，不对外开放
- 鹿地事件
- 无缘坂
- 金唐革纸
- 後藤仁